# Премия Европейской киноакадемии 1991
European Film Awards 1991 — премия Европейской киноакадемии (нем. Europäischer Filmpreis).

## Лауреаты и номинанты Премии Европейской киноакадемии 1991

### Лучший фильм
- Великобритания  Отбросы общества
- Германия Странник
- Франция Маленький преступник

### Лучший фильм молодого режиссёра
- Бельгия  Тото-герой
- Франция Деликатесы
- Италия Ультра

### Лучшая мужская роль
- Мишель Буке — Тото-герой
- Ришар Анконина — Маленький преступник
- Клаудио Амендола — Ультра

### Лучшая женская роль
- Клотильда Куро — Маленький преступник
- Сигридюр Хагалин — Дети природы
- Жюли Дельпи — Странник

### Лучшая мужская роль второго плана
- Рикки Мемфис — Ультра
- Рикки Томлинсон — Отбросы общества
- Збигнев Замаховский — Побег из кинотеатра «Свобода»

### Лучшая женская роль второго плана
- Марта Келер — Virdzina
- Барбара Зукова — Странник
- Сандрин Бланк — Тото-герой

### Лучшая работа сценариста
- Жако ван Дормель — Тото-герой

### Лучшая операторская работа
- Вальтер ван ден Энде — Тото-герой

### Лучшая работа художника-постановщика
- Мильен Крека Клякович и Валери Поццо ди Борго — Деликатесы

### Лучший монтаж
- Карла Симончелли — Ультра

### Лучший композитор
- Хилмар Ёрн Хилмарссон — Дети природы

### Лучший документальный фильм
- Польша  Uslyszcie mój krzyk

### Особое упоминание — лучший документальный фильм
- Франция  Crimes et passions — la cicatrice
- Германия  Стена